# امیراصلان‌خان نظام‌الدوله
امیراصلان‌خان نظام‌الدوله (۱۲۵۰–۱۳۱۷) همچنین ملقب به نظام‌السلطان از رجال دوره مظفرالدین‌شاه، محمدعلی‌شاه، احمدشاه و رضا شاه است.

## زندگی
امیراصلان‌خان پسر میرزا محمدخان موقرالدوله پسر میرزا آقاخان نوری بود. مادر او شرف‌الدوله یگانه دختر ابراهیم‌خان نظام‌الدوله بود و ثروت فراوانی به میراث برد که میان دو پسرش یعنی امیراصلان‌خان و مویدهمایون تقسیم شد. امیراصلان‌خان ابتدا «نظام‌السلطان» لقب داشت و از اجزای خلوت و محارم مخصوص مظفرالدین‌شاه قاجار به‌شمار می‌آمد و از آنجایی که بارها به اروپا سفر کرده بود، افکار مترقی داشت و طرفدار برقراری حکومت مشروطه بود. به همین خاطر عین‌الدوله، نخست وزیر مستبد آن زمان، با او دشمنی می‌ورزید و نهایتاً دستور داد او و شکرالله‌خان صدری (ملقب به معتمدخاقان) را به فلک بستند و از دربار راندند. نظام‌السلطان چندی بیکار بود تا با توسل به افراد مختلف سرانجام مورد عفو مظفرالدین‌شاه قرار گرفت و به حکومت مازندران تعیین شد، که نوعی تبعید محترمانه بود.
از آن‌جا که نظام‌السلطان ثروت فراوان داشت، برخلاف سایر حکام به دنبال دزدی از مال رعایا و رشوه‌گیری نبود، به همین دلیل در مازندران خوب کار کرد و مورد توجه مردم قرار گرفت. او با هزینه شخصی بعضی بناهای عام‌المنفعه را احداث کرد و در مواقع مقتضی به بسیاری از رعایا که بر اثر سیل دارایی خود را از دست داده بودند، کمک مالی می‌کرد. در دوره سوم مجلس شورای ملی که در زمان سلطنت احمدشاه بود، از طرف مردم بابل به نمایندگی انتخاب شد و در تهران از احمدشاه لقب نظام‌الدوله گرفت و لقب قبلی خود را پسرش غلامعلی‌خان منتقل کرد. با آغاز جنگ جهانی اول مجلس تعطیل شد و نظام‌السلطان به قم و از آنجا به ساوه رفت تا با قشون روس جنگ کند. از ساوه به کرمانشاه عزیمت کرد و چون به تهران بازگشت حکومت بروجرد و لرستان را به او واگذار کردند که حدود دو سال طول کشید. در طول این حکومت نیز به عمران و آبادی پرداخت و مردم از او بسیار راضی بودند. سپس به حکومت همدان منصوب شد.
در انتخابات دوره چهارم مجلس که انتخابات آن در دوره رئیس‌الوزرایی وثوق‌الدوله آغاز شد، نظام‌السلطان برای بار دوم از طرف مردم بابل به نمایندگی انتخاب شد و در مجلس از وزنه‌های مهم بود و چندی نیز در هیئت رئیسه کار می‌کرد. در ۲۳ دی ۱۳۰۶ مخبرالسلطنه هدایت نخست وزیر وقت او را به عنوان معاون خود به مجلس معرفی کرد. آخرین سمت دولتی نظام‌الدوله والی‌گری سیستان و کرمان بود که حدود دو سال به طول انجامید.

## عشق به افتخارالسلطنه
امیراصلان‌خان با هنرمندان و زنان و مردان روشنفکر عصر خود مراوده داشت و از این رو با تاج‌السلطنه و افتخارالسلطنه، دختران زیبا و مترقی ناصرالدین‌شاه نیز آشنا بود. چندی نگذشت که این آشنایی تبدیل به عشقی سوزان شد و نظام‌السلطان دلباخته افتخارالسلطنه گردید. سرانجام در برابر این عشق نتوانست مقابله کند و همسر خود را که دختر میرزا فتح‌الله نوری بود، با داشتن پنج فرزند خردسال، طلاق داده و به افتخارالسلطنه پیوست و در جمال‌آباد شمیران باغی را که متعلق به مهدی‌خان غفاری کاشانی (وزیر همایون) بود خرید و بهترین اثاثه و وسیل زندگی را از اروپا وارد نمود و با معشوق خود در آنجا انزوا گزید. هرشب در باغ جمال‌آباد مجلس موسیقی و خوشگذرانی برپا بود و از نوازندگان و خوانندگان معروف عصر برای شرکت در آن مجلس دعوت می‌کردند.
از جمله کسانی که به باغ جمال‌آباد رفت‌وآمد می‌کردند، عارف قزوینی بود که او نیز دل در گروی عشق افتخارالسلطنه داشت. با آنکه نظام‌السلطان از این عشق آگاه بود، اما از آنجا که می‌دانست افتخارالسلطنه صدای ساز و ترانهٔ عارف را بسیار دوست می‌دارد، عارف را به اندرونی خانه می‌برد و مجلس بزمی سه نفره تشکیل می‌داد. از جمله روزی عارف در حضور افتخارالسلطنه تصنیفی خواند که آغازش چنین بود «اگر عارف، نظام السلطان شود، چه می‌شه؟» تصنیف معروف دیگری نیز که مصرع اول آن «افتخار همه آفاقی و منظور منی» یادگار همین دوره از زندگانی عارف است. این تصنیف‌ها و اشعار در آن زمان در میان مردم دست به دست می‌گشت و ماجرای عشق عارف به افتخارالسلطنه نزد همگان شهرت داشت.
نظام‌السلطان و افتخارالسلطنه سفری به دور اروپا رفتند. پس از بازگشت برای مدتی به زندگی مشترک ادامه دادند، اما به تدریج به سبب رفتار آزادانه افتخارالسلطنه، عشق نظام‌السلطان به او رنگ باخت. نظام‌السلطان در نهایت پس از دو سال افتخارالسلطنه را طلاق داد و دوباره با همسر پیشین خود ازدواج کرد که در این مدت به همسری حاج علی شال‌فروش، تاجر معروف بازار و نماینده مجلس شورای ملی، درآمده بود. نظام‌السلطان دو فرزندی را که همسرش از حاجی شال‌فروش داشت به نام‌های محسن و فروغ، به فرزندی پذیرفت و نام فامیلی خود را به آنان داد.

## باغ و عمارت نظام‌السلطان
گلندوئک واقع در لواسان از قدیم از املاک خانوادگی نظام‌السلطان بود و او در بخشی از این اراضی در جایی که چناری بسیار کهنسال و چشمه آبی در نزدیکی آن قرار داشت باغی بزرگ ساخت و کوشکی نیز در فاصله ۱۰۰ متری چنار مزبور احداث کرد. ابعاد این باغ در حدود دوازده هزار متر و مستطیلی به طول ۱۲۰ و عرض ۱۰۰ متر بود.
نظام‌السلطان در روزهایی از سال که جشن‌های ملی مانند نوروز و سیزده بدر بود یا مسابقات ورزشی نظیر کشتی و بازی‌های محلی یا مناسبت‌های ویژه مذهبی نظیر عزاداری ماه محرم یا نذری دادن در ماه رمضان باغ را به روی عموم می‌گشود و مردم روستا در بخشی که چنار کهنسال و چشمه آب در آن قرار داشت برای به جا آوردن این مراسم گرد هم می‌آمدند. نظام‌السلطان پس ازکناره‌گیری از خدمات دولتی در این باغ گوشه نشینی اختیار کرد. پس از آنکه مؤیدهمایون در شکارگاه لشگرک به اشتباه هدف گلوله قرار گرفت و درگذشت، در همین باغ و زیر چنار معروف آن دفن شد. پس از فوت نظام‌السلطان در سال ۱۳۱۷ خورشیدی، باغ به ورثه او غلامعلی خواجه‌نوری و اشرف‌الدوله خواجه‌نوری (همسر مؤید همایون) رسید.
پس از انقلاب اسلامی باغ نظام‌السلطان توسط بنیاد شهید مصادره شد و به فروش رفت. مالک جدید باغ را به قطعات متعدد تفکیک کرد و به فروش رساند. بخش باقی‌مانده که عمارت در آن قرار داشت به عنوان خانه نظام‌السلطان و درخت چنارک در تاریخ ۲۱ مهر ۱۳۷۷ با شمارهٔ ثبت ۲۱۳۴ در فهرست آثار ملی ایران به ثبت رسید.
وقتی علی معتمدی داماد نظام‌السلطان در پائیز سال ۱۳۵۸ درگذشت، حسب‌الوصیه، او را به مشهد بردند تا در قبری که در زمان تولیتش بر آستان قدس رضوی در حرم امام رضا خریداری کرده بود، دفن کنند. در بازگشت به تهران، هواپیمای حامل بازماندگان در کوه ورجین که مشرف به باغ گلندوئک است سقوط کرد و در نتیجه نه نفر از فامیل خواجه‌نوری کشته شدند. از جمله کشتگان نیراعظم خواجه‌نوری (دختر نظام‌السلطان و همسر علی معتمدی) دختر او هما معتمدی و منصوره دختر محمد مصدق بودند.

## نظام‌السلطان درقصه پرغصه
عارف قزوینی در اواخر عمر به تقاضای دکتر رضازاده شفق تاریخ زندگی خود را نوشت که بخشی از آن به نام «قصه پرغصه یا رمان حقیقی» شرح داستان راه یافتن او به مجلس بزم نظام‌السلطان و دلباختن به دختر جوانی است که در دستگاه نظام‌السلطان می‌زیست و معشوقه او بود. او در این کتاب نظام‌السلطان را شخصی فریب‌کار و اغواگر معرفی کرده‌است. به نوشته او:
«نظام‌السلطان نیز که پنجه قوی و آهنین در گول زدن زن داشت و کم‌ترین حربه‌اش که به موقع استعمال می‌کرد گریه بود که گویی مشکی پر از آب همیشه زیر پلک چشم یدکی و ذخیره داشت که در موقع لزوم به مختصر فشار، چشم و آستین و گریبان و دامن را تر می‌کرد. دختر بدبخت اولین بار به دام نیرنگ او گرفتار شد به عنوان اینکه ترا خواهم گرفت یا از تو تا زمانی که زنده هستی نگهداری خواهم کرد، کام دل از او گرفته، در آغاز ملاقات میل خود را به صورت دلخواه انجام داده و تا مدتی برای داد گرفتن، دختر را در گوشه‌ای ... پنهان داشته با او مشغول می‌شد.» 
پس از مدتی آقا بالاخان سردار که در آن زمان رئیس پلیس تهران بود، از این امر با خبر شد ولی به جای رهایی دختر از دست نظام‌السلطان، تصمیم گرفت خود او را به چنگ آورد و به کام‌ستانی بپردازد، از این رو عده‌ای را به عنوان خویشاوندان دختر سر راه مظفرالدین‌شاه قرار داد تا از او بخواهند نظام‌السلطان را به سبب دزدیدن دختر و کام‌ستانی نامشروع از وی تنبیه کند. شاه نظام‌السلطان را احضار و بازخواست کرد که در مقابل نظام‌السلطان ادعا نمود که دختر را صیغه کرده‌است، ولی در نهایت مجبور شد او را ترک کند. آقابالاخان به نوکران خود دستور داد دختر را مستقیماً به خانه او بیاورند. پس از این ماجرا نظام‌السلطان ساکت ننشسته و با ابوالقاسم‌خان احتساب‌الملک، معتمدخاقان و مختارالسلطنه کاشی که این گروه همواره با هم متفق بودند، آغاز به دشمنی و سخن چینی علیه آقابالاخان کردند و در نهایت مظفرالدین‌شاه تحت تأثیر سخنان آن‌ها آقابالاخان را از نظمیه معزول کرده و به حکومت استرآباد فرستاد. نظام‌السلطان بار دیگر معشوقه خود را به چنگ آورد و معشوقه نیز رفته‌رفته با مؤیدهمایون، برادر زیبا و جوان نظام‌السلطان و سپس با حسام‌السلطنه مراد شاهزادهٔ هنرمند و نوازنده به‌نام، بنای دوستی گذاشت. مدتی پس از این وقایع بود که عارف توسط دوستی مشترک به بزم نظام‌السلطان راه یافت و شبی در باغ گلندوئک برای اولین بار معشوقه نظام‌السلطان را دید و دلباخته او گشت. پس از آن دختر به قزوین رفت تا به خواهرش که صیغه حاجی میرزا مسعود، از اعیان آن شهر شده بود، بپیوندد و پس از مدتی عارف نیز از عقب او به قزوین رفت. آن دو مدتی در قزوین باهم مخفیانه مراوده داشتند تا آنکه حاجی میرزا مسعود از این عشق با خبر شد. عارف به دختر توصیه کرد تا خود را از دست حاجی میرزا مسعود رهایی داده و به تهران برود. ولی حاجی میرزا مسعود از این نقشه باخبر شده و شبانه دختر را به قتل رساند.